# III Juegos Centroamericanos y del Caribe
Los III Juegos Centroamericanos y del Caribe se celebraron en San Salvador, El Salvador, entre el 16 de marzo y el 5 de abril de 1935.

## Historia
Fue la primera vez que El Salvador organizó estos juegos. Esta edición debería haberse realizado en 1934, pero un fuerte temporal sufrido el año anterior hizo que el país pidiera una prórroga para celebrarlo en 1935.
Los competidores aumentaron a 741 y se incluyeron deportes como el golf, la equitación, el boxeo y la lucha. Las mujeres continuaron compitiendo en natación, baloncesto y voleibol.
En estos juegos no participó Jamaica.

## Deportes
En la III edición de los Juegos Centro Americanos y del Caribe se disputaron 15 disciplinas deportivas. Las disciplinas son:
- Atletismo
- Béisbol
- Salto de obstáculo
- Fútbol
- Natación
- Clavado
- Boxeo
- Esgrima
- Lucha libre
- Voleibol
- Tiro
- Golf
- Polo
- Tenis
- Adiestramiento

## Sedes e instalaciones deportivas
| Recinto deportivo                   | Deportes                                                                                    |
| Estadio Nacional                    | Ceremonia de inauguración Atletismo Beisbol Saltos de obstáculos Fútbol Natación y clavados |
| Gimnasio Nacional                   | Baloncesto Esgrima Lucha libre Voleibol                                                     |
| Cine Popular (Arena)                | Boxeo                                                                                       |
| Polígono de Tiro "General Escalón." | Caza y pesca Tiro                                                                           |
| Escuela Militar                     | Esgrima                                                                                     |
| Country Club El Salvador            | Golf                                                                                        |
| Club de Polo "El Carmen"            | Polo                                                                                        |
| Tenis Club de El Salvador           | Tenis                                                                                       |
| Campo de Marte                      | Tenis Adiestramiento                                                                        |

## Medallero
La tabla se encuentra ordenada por la cantidad de medallas de oro, plata y bronce.
Si dos o más países igualan en medallas, aparecen en orden alfabético.
| Núm. | País        | Oro | Plata | Bronce | Total |
| ---- | ----------- | --- | ----- | ------ | ----- |
| 1    | México      | 37  | 20    | 21     | 78    |
| 2    | Cuba        | 31  | 30    | 24     | 85    |
| 3    | Puerto Rico | 5   | 5     | 5      | 15    |
| 4    | El Salvador | 4   | 4     | 10     | 18    |
| 5    | Guatemala   | 1   | 10    | 8      | 19    |
| 6    | Panamá      | 1   | 5     | 2      | 8     |
| 7    | Costa Rica  | 0   | 1     | 0      | 1     |
| 7    | Nicaragua   | 0   | 1     | 0      | 1     |

## Medallistas
| Evento            |   |   |    | T  | Detalle |
| ----------------- | - | - | -- | -- | --- |
| San Salvador 1935 | 4 | 4 | 10 | 18 | Golf (Individual); Manuel Mesa Ayau Golf (Por pareja), Arturo Bustamante, Carlos Escobar Leiva Golf (Juego por hoyos); Carlos Escobar L. Tiro de precisión; Francisco Párraga O. Tiro al plato, 41 platillos; Guillermo Rivas Arthés Esgrima Espada; (Francisco de Sola, José B. Trabanino, Roberto Trabanino, Antonio Valdéz.) Polo (Alfredo Guirola, Enrique Alvarez, Francisco de Sola, Victor de Sola.) Voleibol femenino; (Elia Rodríguez, María Villanova C., Fidelina Monterrosa, Lota Drews, Victoria Anita, Alicia Ramírez, Carmen Villanova.) Baloncesto femenino; Selección de baloncesto de El Salvador (Alicia Ramírez, Ester Escobar, María Villanova, Carlota Drews, Fidelina Monterrosa, Elia Rodríguez, Victoria Arita, Licha Quirós.) Equitación salto de obstáculos; Roberto Trabanino, Antonio Valdés, José Trabanino h. Esgrima; Sable y florete equipos (Roberto Trabanino, Juan Ponce, Rafael Castillo, José Antonio Valdéz, Francisco de Sola, José B. Baires, Arnoldo Hirleman.) Fútbol ; Selección de fútbol de El Salvador (Andrés Hernández, Miguel Cruz, Fidel Quintanilla, Rogelio Avilés, José A. Morales, Samuel Astras, Napoleón Cañas, A. González Mena, Raúl Castro, Tobías Rivera, Edmundo Majano, Miguel Guardado.) Clavado (Damas), trampolín 3 metros; Nila Guzmán Tenis individual masculino, Carlos Orellana Tenis dobles masculino, Carlos Orellana, Oscar Orellana. Tenis mixto , Edelmira Dueñas, Mauricio López H. Tiro fusil militar (Equipo), (Eugenio Palma, Dionisio Velásquez, Francisco Párraga, R. Atilio Cabral, Guillermo Rojas.) Tiro de guerra; 6 siluetas a 0.75 m entre ejes y a 20 m del tirador; Francisco Párraga O. |
| Total             | 4 | 4 | 10 | 18 | |